# Splinter (álbum de Sneaker Pimps)
Splinter es el segundo álbum de la banda inglesa Sneaker Pimps. A partir de este trabajo Chris Corner asume el papel de vocalista, lo que junto a las letras más oscuras comprende un cambio considerable respecto a su anterior trabajo, Becoming X.
Aunque mantiene la esencia trip hop del sonido de Sneaker Pimps, en Splinter resaltan más las guitarras acústicas.

## Lista de canciones
1. "Half Life" (4:53)
2. "Low Five" (4:35)
3. "Lightning Field" (4:11)
4. "Curl" (4:55)
5. "Destroying Angel" (4:26)
6. "Empathy" (3:42)
7. "Superbug" (4:27)
8. "Flowers And Silence" (5:47)
9. "Cute Sushi Lunches" (3:15)
10. "Ten To Twenty" (4:30)
11. "Splinter" (4:46)
12. "Wife By Two Thousdand" (6:17)
13. "Diving" (4:16)
14. "Unattach" (4:02)

Las canciones 13 y 14 solo aparecen en algunas ediciones del álbum